# Диопатра
Диопатра је у грчкој митологији била нимфа.

## Митологија
Била је најада са извора реке Сперхеј, чији је истоимени бог можда био њен отац. У том случају јој је мајка била Дејно. Међутим, као њен отац се помиње и Зевс. Диопатру је волео Посејдон, који је њене сестре претворио у тополе како му не би сметале док је заводи. Антонин Либерал, који је о њој писао, навео је и да је она са Посејдоном имала и сина. Она је вероватно иста личност као и нимфа Ејдотеја. Према миту, причу о Диопатри и Посејдону је изрекао Керамб.